# Pierre Victor de Besenval de Brünstatt
Pierre Victor de Besenval de Brünstatt, Barón de Besenval, fue un militar suizo al servicio de Francia. Escritor y cortesano, nació en Soleura (Suiza) el 14 de octubre de 1721; murió en París el 2 de junio de 1791.

## Biografía
Era hijo de Jean Victor de Bessenval de Brünstatt, oriundo de una familia de origen suizo que estuvo al servicio de Luis XIV y recibió del emperador Leopoldo I el título de barón del Santo Imperio y de Catherine Biélinska, hija de François Biélinski, mariscal de la Corona en Polonia durante el reinado de Estanislao I Leszczynski. Mme de Besenval se convirtió en un personaje importante en la Corte de Francia cuando Luis XV se casó con María Leszczynska. Las tierras de Brünstatt, en Alsacia, fueron declaradas una baronía.
A los 10 años, Pierre Victor de Besenval entra como cadete en el regimiento de la Guardia Suiza en el que su padre era el coronel. Sirvió con pundonor en el ejército del Rin en el transcurso de las campañas de 1734 y 1735. Fue nombrado capitán en 1738 y después brigadier en 1747. Ayudante de campo del duque de Orleans en 1757, ascendió a mariscal en 1758, al término de la Guerra de los Siete Años, distinguiéndose en la batalla de Kloster Kampen.
A pesar de su gracia, elegancia y apostura, no dudaba en ser el primero en las batallas, ignorando el peligro y estimulando a sus hombres con su coraje. Toda la vida sentirá la nostalgia de ese tiempo pasado en las batallas.
Gracias a la protección de su amigo, el duque de Choiseul, es nombrado general de los Suizos y de los Grisones, cargo delicado al que se dedica enteramente. Se esfuerza por devolver a este cuerpo su prestigio, bastante desacreditado, a causa de dos grandes guerras que Francia acababa de atravesar y que afectaron a la infantería suiza. Mediante sus reformas, piensa restablecer la situación del mismo en poco tiempo. Si Luis XV, al pasar revista a las tropas, se abstiene de comentar el progreso realizado, Choiseul decide que, cada año, uno de los regimientos tendrá el honor de desfilar delante de la Corte.
Cuando Choiseul cae en desgracia en 1749, Besenval dimite de su cargo y seguirá visitándole con frecuencia en su castillo de Chanteloup. En 1767 compra el hotel Chanac de Pompadour, en la calle Grenelle y realiza importantes reformas con el fin de albergar su colección de cuadros. En 1782 hace construir en el sótano, por Brongniart, una suntuosa, pero fría, sala de baños en mármol, decorada con bronces de Cloidon, que dejó extasiado a todo París y de la que se asegura que sólo se utilizó una vez.
Besenval es también escritor. Compone diversos romances –Les Amants soldats y Spleen-, algunos cuentos, unas piezas en verso, y sus memorias, que son un testimonio inestimable de la vida en la Corte de Francia.
Acumula las amantes y su reputación, en cuanto a galantería, acrecienta su prestigio. Es el amante de la duquesa de Polignac o de la célebre actriz Mademoiselle Clairon. Poco afecto al matrimonio, nunca se casa, y deja el mantenimiento de su mansión en manos de su hermana la marquesa de Broglie. Ya entrado en años se enamora de la marquesa de Suze, hija de un criollo de Santo Domingo y mucho más joven que él.
Tras la muerte de Luis XV y la subida al trono de Luis XVI en 1774, la posición de Besenval se reafirma en la corte. María Antonieta le cuenta entre sus favoritos. Puesta su confianza en él, no duda en hablarle de cierta particularidad psíquica que afecta al rey y que conlleva la indiferencia, la negligencia para con ella. Besenval no puede contenerse y su indiscreción le lleva a componer una canción irreverente que, enseguida, recorre las calles de París:

La reine dit imprudemment
Á Besenval son confident:
Le roi est un pauvre sire.
L’autre répond d’un ton léger:
Chacun le pense sans le diré
Et vous le dites sans y penser.
La reina dice imprudentemente
a Besenval su confidente
el rey es un pobre señor
El otro responde con un tono ligero
cada uno lo piensa pero no lo dice
y vos lo decís sin pensarlo.

Utiliza su habilidad para sonsacarle sus secretos a la reina, como en noviembre de 1775, que consigue conocer el nombre del nuevo ministro de Guerra. Pero su situación respecto a María Antonieta empieza a decrecer motivada por un episodio que cuenta Mlle Campan en sus Memorias: «Besenval fue invitado por María Antonieta a su pequeño apartamento. Creyendo que era una insinuación disimulada, Besenval cae a sus pies; y la soberana le dice en un tono glacial: "Levantaos Monsieur, el rey ignorará esta equivocación que, sin duda, os haría desgraciado para siempre"». Después de este episodio, María Antonieta se distanció de Besenval, si bien éste siguió figurando en su círculo. Él mismo se jactaba de su gran influencia, en particular respecto a los nombramientos.
Desde su posición privilegiada, Besenval asiste a la agonía del Antiguo Régimen. Aunque amante de la literatura, detestaba a los filósofos y se opuso a Beaumarchais cuando éste intentó obtener la autorización del rey para poner en escena Las bodas de Fígaro.
En 1789, Besenval es comandante militar de la Isla de Francia, de las provincias limítrofes y de la guarnición de París. Desde el mes de mayo restablece firmemente el orden en el barrio de Saint-Antoine. Pese a sus reiteradas peticiones, el gobierno rechaza reforzar la guarnición, y comete un error que cambiará el curso de toda la historia de occidente, porque el 12 de julio, agraviado por la pasividad del gobierno, decide retirar sus tropas de París, tropas que debían desplegarse en caso de un alzamiento, lo que permitirá que el pueblo asalte Los Inválidos y ataque la Bastilla. Los revolucionarios, que le consideraban el instigador de la reacción habida contra ellos, reclamaron su cabeza.
Con la autorización de Luis XVI, Besenval deja París, pero, reconocido cerca de Provins, es arrestado y sólo se salva del linchamiento gracias a la intervención de Jacques Necker, que lleva mucho tiempo encarcelado en Brie-Comte-Robert. Besenval es enviado a la cárcel del Grand Châtelet, y se le atribuye un crimen de lesa nación. Se le acusa de haber querido asediar París y planear su incendio, así como masacrar a sus habitantes. Gracias al eficaz alegato de De Sèze, estas acusaciones absurdas caen bajo el peso de la evidencia y Besenval es absuelto. Pero su salud estaba quebrantada por su encarcelamiento. Un médico charlatán, posiblemente un revolucionario deseoso de acabar con el aristócrata, le prescribe un régimen de trufas, patés y jamón que le lleva a la muerte. 
Besenval murió el 2 de junio de 1791.
- Datos: Q115906
- Multimedia: Pierre Victor Besenval de Bronstatt / Q115906